# ویلهلم باوس
ویلهلم باوس (آلمانی: Wilhelm Baues؛ زادهٔ ۲۱ نوامبر ۱۹۴۸) قایقران کانو اهل آلمان است.